# Diethard Prengel
Diethard Prengel (* 26. April 1956 in Celle) ist ein deutscher Kameramann.

## Leben
Diethard Prengel war von 1977 bis 1986 als Kameraassistent beim Film tätig, bevor er schließlich mit Katzenjammer Kids als Kameramann für einen Langspielfilm debütierte. Der hauptsächlich auf Kriminal- und Actionfilme spezialisierte Prengel wurde mehrfach für den Deutschen Kamerapreis nominiert, darunter mit Rote Glut und Bella Block – Liebestod.

## Filmografie (Auswahl)
- 1986: Katzenjammer Kids
- 1987: Das Mädchen mit den Feuerzeugen
- 1990: Tatort – Blue Lady
- 1992: Der Papagei
- 1993: Texas – Doc Snyder hält die Welt in Atem
- 1994: Die Sieger
- 1994: Voll normaaal
- 1995: Bella Block: Liebestod
- 1996: Der kalte Finger
- 1997: Lebenslang ist nicht genug
- 1999: Ein großes Ding
- 2000: Fußball ist unser Leben
- 2000: Rote Glut
- 2002: Die Freunde der Freunde
- 2002: Polizeiruf 110 – Silikon Walli
- 2003: Liebe in letzter Minute
- 2005: Der Clown
- 2005: Tatort – Im Alleingang
- 2005: Das Duo – Blutiges Geld
- 2006: Pommery und Leichenschmaus
- 2007: Ich Chef, du nix
- 2008: Marie Brand und der Charme des Bösen
- 2010: Tatort – Schmale Schultern
- 2011: Marie Brand und die Dame im Spiel
- 2012: Das Millionen Rennen
- 2012: Der atmende Gott – Reise zum Ursprung des modernen Yoga
- 2012: Der Klügere zieht aus
- 2013: Tatort – Trautes Heim
- 2014: Kückückskind
- 2015: Zorn – Wo kein Licht (Fernsehreihe)
- 2016: Polizeiruf 110 – Sumpfgebiete
- 2017: Die Eifelpraxis – Eine Dosis Leben
- 2018: Die Heiland – Wir sind Anwalt (3 Folgen)
- 2018: Nix Festes (4 Folgen)
- 2019: Servus, Schwiegersohn!
- 2019: Größer als im Fernsehen